# Kaspar vom Stein

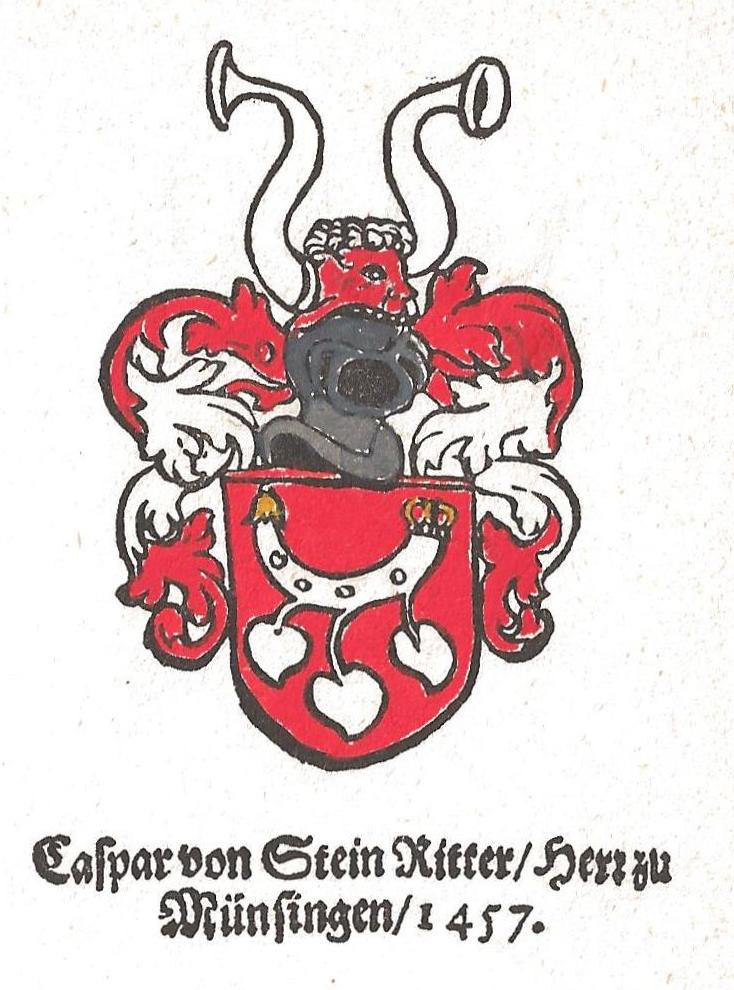

Kaspar vom Stein († 1463) war Schultheiss von Bern und Mitherr zu Münsingen, Strättligen und Belp. 
Kaspar vom Stein war der Sohn des Johannes vom Stein und Jonata von Ringoltingen. Er war verheiratet mit Benedikta von Wabern, Tochter des Petermann von Wabern und Elisabeth von Roll.
Sein Grabmal befindet sich im Berner Münster.

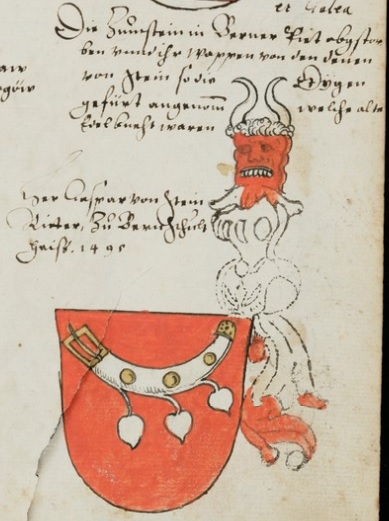
Caspar von Stein, Ritter, Schultheiss zu Bern (1495)